# Rüdiger Grube

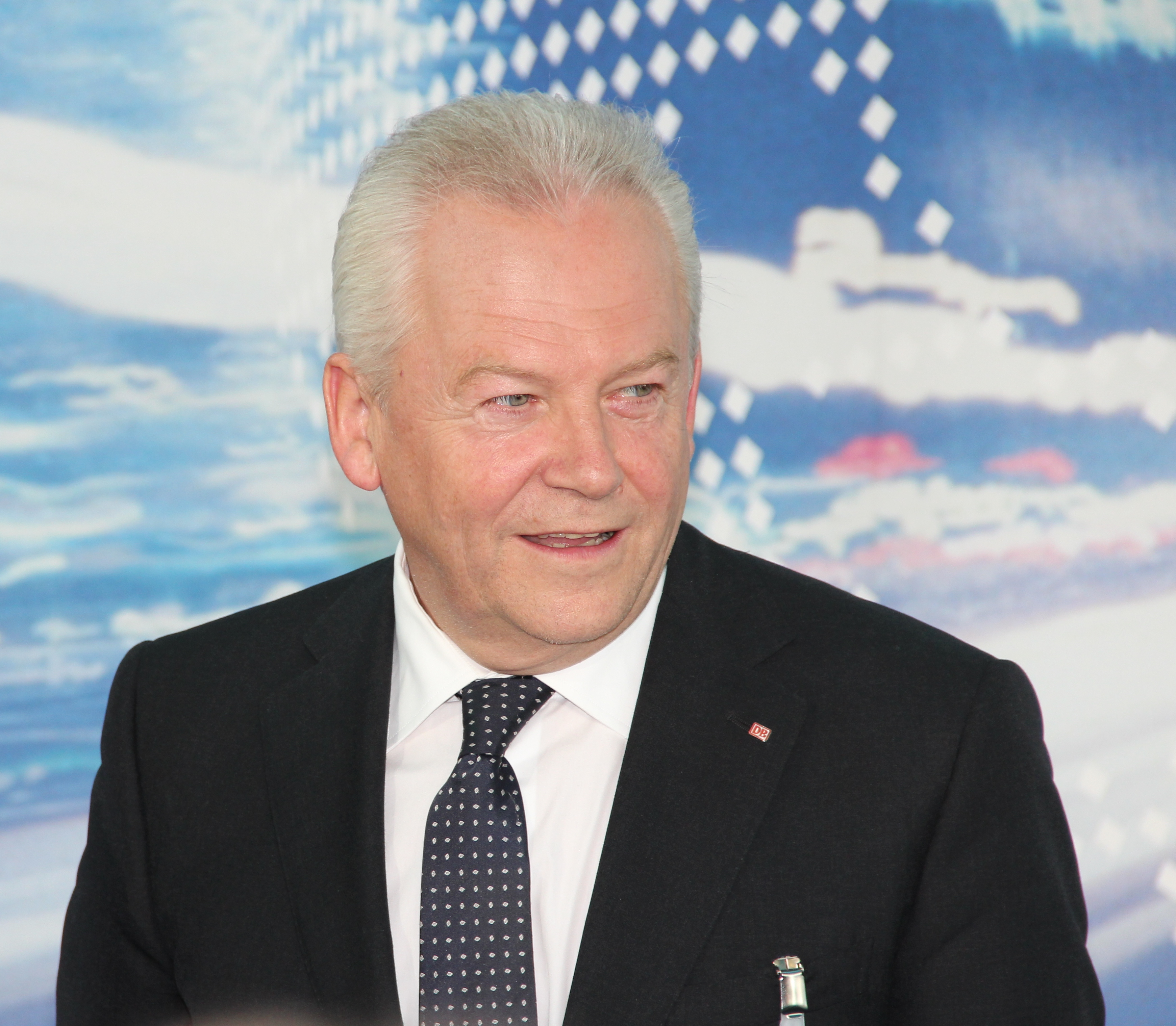
Rüdiger Grube 2013 beim Elektromobilitätsgipfel in Berlin

Rüdiger Grube (* 2. August 1951 in Hamburg) ist ein deutscher Wirtschaftsmanager und Lobbyist. Von Mai 2009 bis Januar 2017 war er Vorstandsvorsitzender der Deutschen Bahn AG. Bis August 2016 war er auch Vorstandsvorsitzender der (inzwischen aufgelösten) DB Mobility Logistics AG. Er ist Mitglied in Aufsichtsräten, Kuratorien und Stiftungsvorständen.

## Leben
Grubes Eltern waren Obstbauern in Moorburg, sie bewirtschafteten einen Bauernhof. Sie ließen sich scheiden, als Grube fünf Jahre alt war. Nach eigenen Angaben haben seine Mutter, sein Bruder und er den elterlichen Hof anschließend alleine bewirtschaftet.

### Ausbildung, Studium
Nach Besuch der Hauptschule machte Grube – gegen den Willen seiner Mutter – einen Realschulabschluss. Für den Wechsel auf die Realschule wiederholte er die neunte Klasse. Danach machte er 1970 eine gewerblich-technische Ausbildung zum Metallflugzeugbauer bei dem zu Messerschmitt-Bölkow-Blohm (MBB) gehörenden Hamburger Flugzeugbau (HFB). Er war Jugendsprecher und in der IG Metall aktiv. Durch eine von ihm aufgebaute Lehrlingszeitung wurde die Frau des HFB-Geschäftsführers Werner Blohm nach einem Artikel über Organspende auf Grube aufmerksam. Dieser bot Grube an, sein Studium mit 300 D-Mark pro Monat zu finanzieren. Blohm machte zur Bedingung, dass Grube seine Zeugnisse vorlegen und in den Ferien bei ihm arbeiten müsse.
Grube studierte an der Fachhochschule Hamburg die Fachrichtung Fahrzeugbau und Flugzeugtechnik mit dem Abschluss Diplom-Ingenieur (FH). 1975 folgte ein Studium in Berufs- und Wirtschaftspädagogik an der Universität Hamburg. Anschließend arbeitete Grube als Berufsschullehrer an einer Gewerbeschule in Hamburg.
Von 1981 bis 1986 war Grube an der Universität Hamburg als Lehrbeauftragter im Fachbereich Fertigungstechnik tätig.
Er wurde 1986 an der Universität Kassel mit einer Dissertation zum Thema Die Auswirkungen neuer Fertigungstechnologien im Flugzeugbau auf die berufliche Erstausbildung im gewerblich-technischen Bereich promoviert. Nach seiner Dissertation machte er sich als Berater für neue Technologien selbständig. Er arbeitete dabei unter anderem für Messerschmitt-Bölkow-Blohm.

### Privates
Grube hat zwei erwachsene Kinder aus erster Ehe, eine Tochter. Am 8. August 2015 heiratete er in zweiter Ehe die Fernsehköchin Cornelia Poletto. Der damalige Bundesaußenminister Frank-Walter Steinmeier war Trauzeuge.
Grube wohnte 2012 in Gechingen in der Nähe von Stuttgart. Er lebte zu dieser Zeit in Scheidung und war mit Poletto liiert. Sie hatten sich in einer Talkshow kennengelernt.
Grube gehört keiner Partei an, gilt aber als der SPD nahestehend.

## Beruf

### Berufstätigkeit bei MBB, DASA, Daimler u.a.
Ab 1989 arbeitete Grube als Geschäftsfeldleiter für Diversifikation und Neue Technologien bei MBB.
Am 6. Dezember 1990 (nach anderer Quelle: 6. Dezember 1989) lernte Grube das Vorstandsmitglied Hartmut Mehdorn kennen und arbeitete fortan als Büroleiter für ihn. Mehdorn war damals Leiter der Geschäftsführung der Deutschen Airbus GmbH in Hamburg. Er war auch Grubes Trauzeuge. 1992 wurde Grube verantwortlich für den Standort Ottobrunn der DASA. 1994 wurde er Leiter des Luftfahrt-Stabes und 1995 Direktor für Unternehmensplanung und Technologie bei der DASA.
Jürgen Schrempp ernannte Grube später zum Direktor für Technik und Planung bei DASA. 1996 wurde er Leiter der Konzernstrategie der Daimler-Benz AG bzw. der späteren DaimlerChrysler AG. 1999 verließ Grube den Konzern und wurde Geschäftsführer bei der Stuttgarter Häussler-Gruppe, kehrte jedoch auf Bitten Jürgen Schrempps bereits nach wenigen Monaten wieder zu DaimlerChrysler zurück. 2000 erhielt er den Posten des Senior Vice President Konzernentwicklung bei DaimlerChrysler. 2001 wurde er Vorstandsmitglied für Konzernentwicklung bei DaimlerChrysler AG bzw. heute Daimler AG. In dieser Funktion war er auch für das China-Geschäft verantwortlich, ab 1. Oktober 2005 für die neu zusammengeführte Region Nordostasien.
Grube war Vertrauter von Jürgen Schrempp und mit diesem Vertreter der inzwischen beendeten „Welt-AG“ bei Daimler. Er hat den Zusammenschluss mit Chrysler vorbereitet, betrieben und verteidigt. Er führte als Verantwortlicher für die Konzernentwicklung die Trennungen von Mitsubishi, Hyundai und Chrysler durch.

### Vorstandsvorsitz der Deutschen Bahn

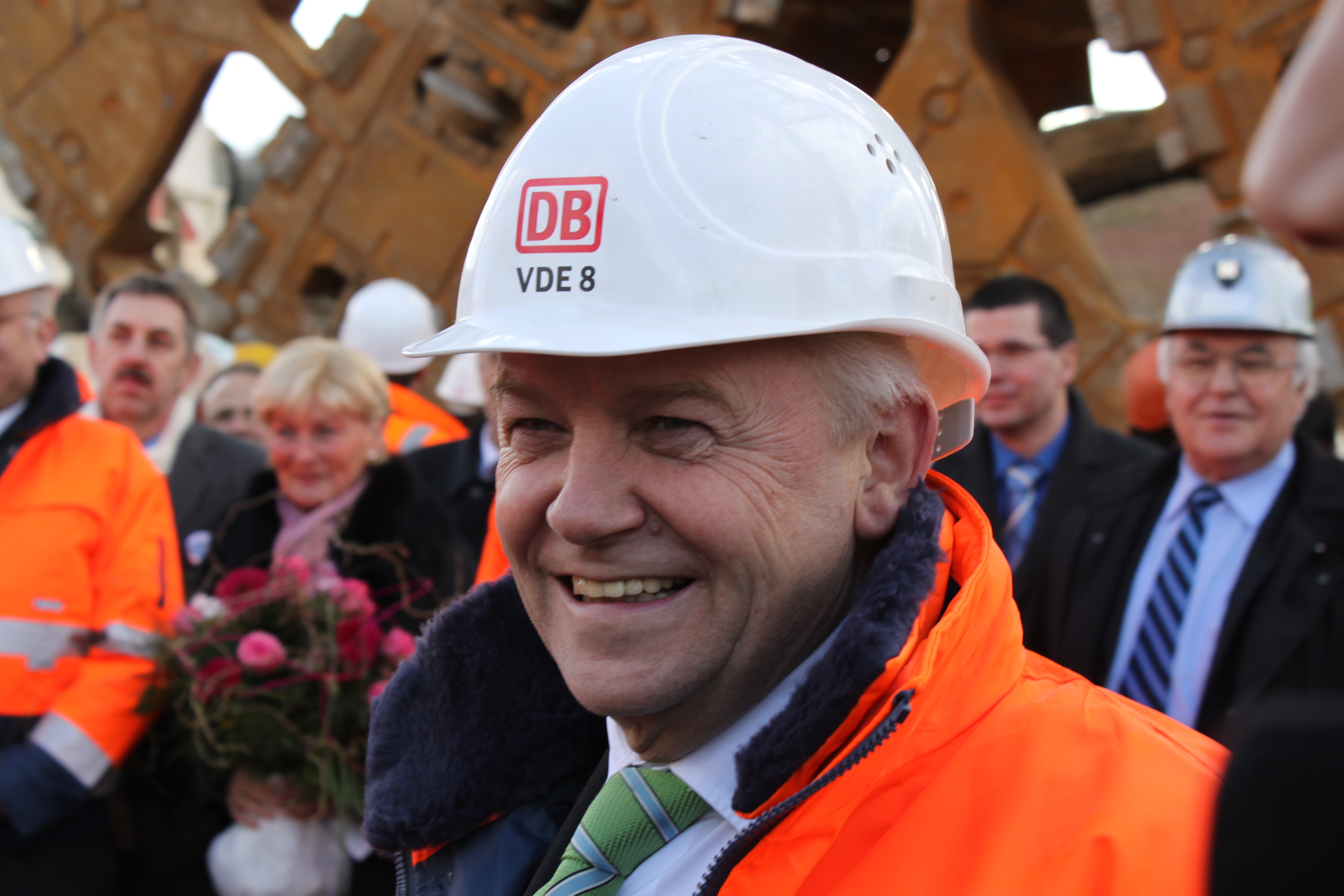
Im März 2010 am Finnetunnel

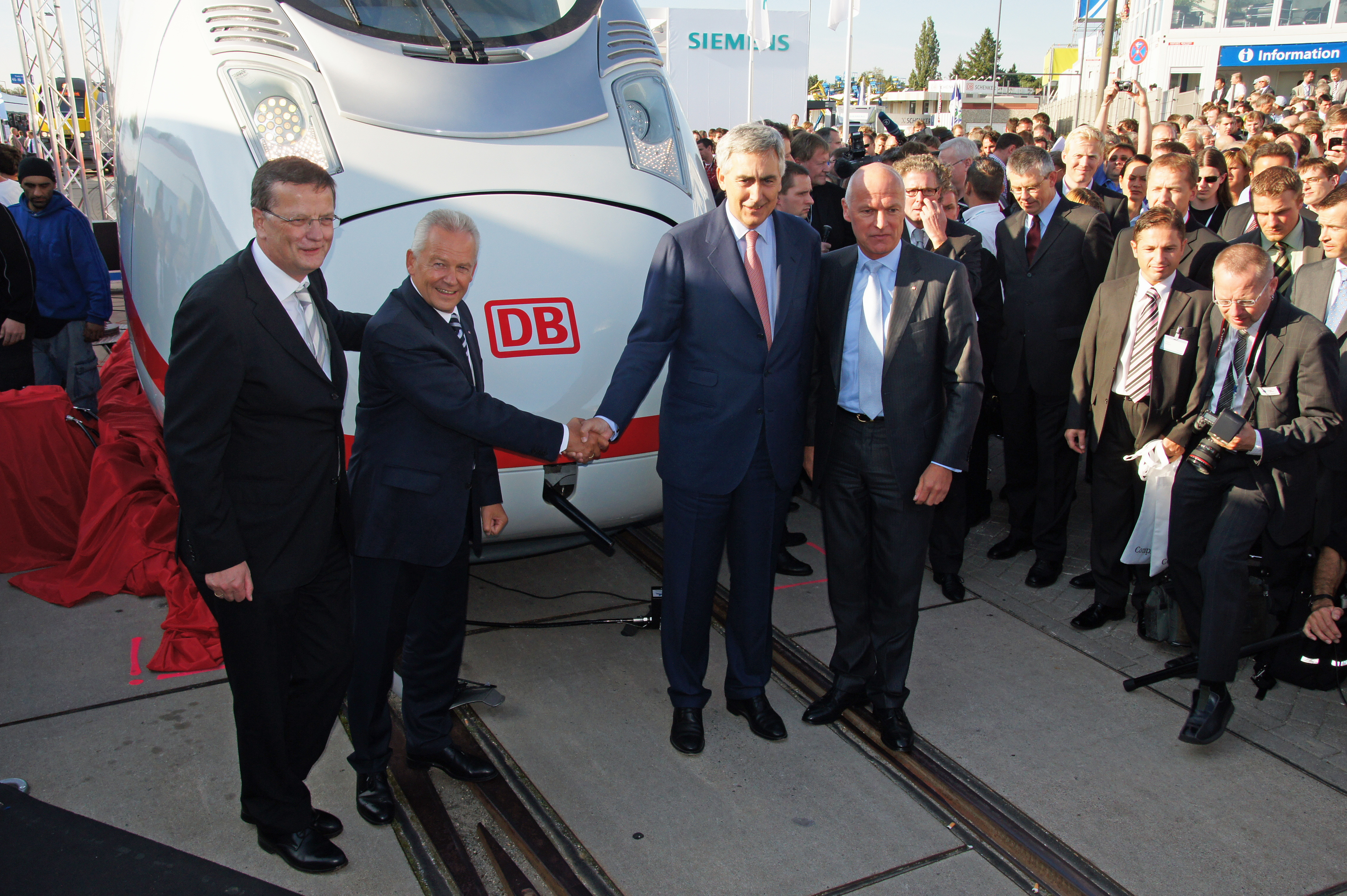
Grube (zweiter von links) bei der Vorstellung des neuen ICE 3 (September 2010)

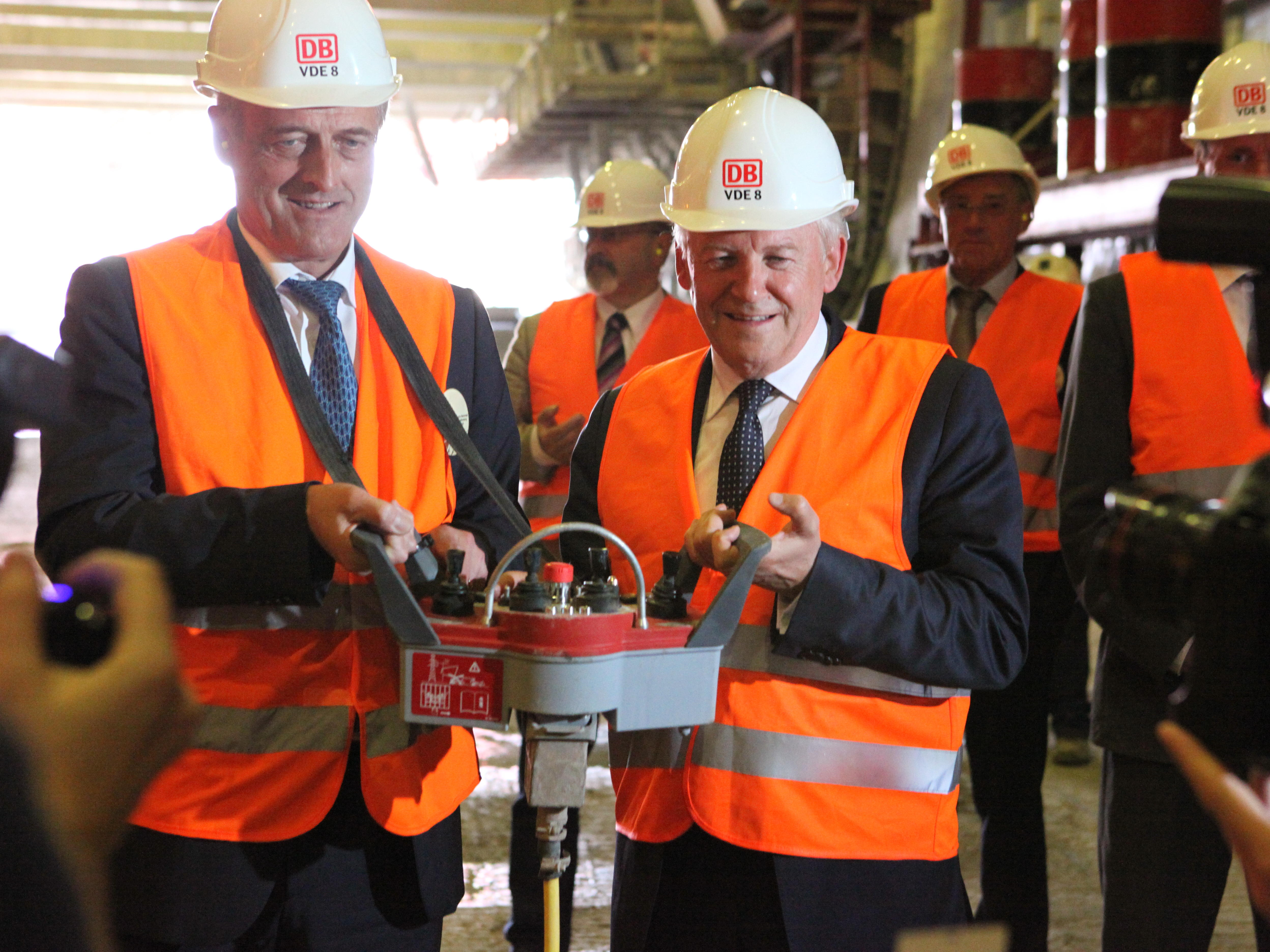
Grube mit Bundesverkehrsminister Ramsauer am Tunnel Höhnberg (Mai 2013)

Nachdem Hartmut Mehdorn am 30. März 2009 im Zuge der „Datenaffäre“ bei der Deutschen Bahn AG seinen Rücktritt von seinem Amt als deren Vorstandsvorsitzender angeboten hatte, gehörte Grube zum Personenkreis der möglichen Nachfolger. Mehdorn hatte Bundeskanzlerin Angela Merkel nach eigenen Angaben frühzeitig Grube als seinen Nachfolger empfohlen.
Nachdem sich im Vorfeld Bundeskanzlerin Merkel und Vizekanzler Frank-Walter Steinmeier auf Grube als möglichen Kandidaten für die Nachfolge Mehdorns geeinigt hatten, gab das Bundesverkehrsministerium am 2. April 2009 bekannt, dass Verkehrsminister Wolfgang Tiefensee dem Aufsichtsrat der Deutschen Bahn AG Rüdiger Grube als neuen Vorstandsvorsitzenden vorschlagen werde. Am 25. April 2009 ernannte der Aufsichtsrat ihn mit Wirkung zum 1. Mai 2009 zum Vorstandsvorsitzenden der Deutschen Bahn AG und der DB Mobility Logistics AG. Er übernahm dabei die Vertragsbedingungen Hartmut Mehdorns. Sein Vertrag lief zunächst bis Frühjahr 2014.
Bei seinem Antrittsbesuch habe sich Grube, so der FDP-Verkehrspolitiker Horst Friedrich, „im Namen der Bahn für die schlechten Beziehungen zum Verkehrsausschuss in den letzten Jahren“ entschuldigt. Als Vorstandsvorsitzender des Unternehmens stand Grube nach eigenen Angaben der geplanten Kapitalprivatisierung aufgeschlossen-skeptisch gegenüber. Er wollte die Beziehung zu den Arbeitnehmervertretern verbessern und die gegen seinen Vorgänger erhobenen Datenschutzvorwürfe „bedingungslos aufklären“. Während der ersten Monate als Bahnchef wurde unter anderem der gesamte übrige Konzernvorstand (mit einer Ausnahme) ausgetauscht und die Führung der S-Bahn Berlin suspendiert.
Der Aufsichtsrat des Unternehmens erweiterte am 9. Dezember 2009 Grubes Kompetenzen. Ihm fielen demnach die bisherigen Funktionen Wirtschaft und Politik, Verkehrspolitik und Regulierung sowie Konzernbevollmächtigte der Länder zu.
Am 12. Dezember 2012 bestellte der Aufsichtsrat Grube mit Wirkung zum 1. Januar 2013 vorzeitig für fünf weitere Jahre zum Vorstandsmitglied und ernannte ihn erneut zum Vorstandsvorsitzenden. Gleichzeitig wurde sein vorheriger Vertrag aufgehoben. Als Vorstandsvorsitzender erhielt Grube im Geschäftsjahr 2012 eine Vergütung von 2,661 Millionen Euro, darunter 900.000 Euro Festgehalt. Grubes Gehalt sollte zu Beginn seines zweiten Fünf-Jahres-Vertrags steigen. Nachdem es im März 2014 zu Diskussionen um die Angemessenheit seines Gehaltes gekommen war, verzichtete Grube nach eigenen Angaben auf diese Erhöhung.
In Grubes Amtszeit fielen unter anderem das Stellwerksproblem am Hauptbahnhof Mainz, die Liberalisierung des Fernbusverkehrs, steigende Kosten- und Zeitplanüberschreitungen bei Stuttgart 21 und eine Krise bei DB Cargo. Ziele wie die Senkung der Verschuldung auf 10 Milliarden Euro (2022: 28,8 Milliarden Euro) oder die Steigerung des Umsatzes bis 2020 auf 70 Milliarden Euro, erreichte Grube nicht.
Zum 15. Jahrestag des Zugunglücks von Eschede bat Grube die Opfer und ihre Angehörigen für das entstandene menschliche Leid im Namen der Bahn um Entschuldigung.

### Rücktritt aus der Deutschen Bahn
Anfang 2017 kündigte Grube seinen Vertrag als Vorstandsvorsitzer vorzeitig, dieser sollte zum Ende des Jahres auslaufen. Zum 1. August 2017 schied er formal aus dem Unternehmen aus. Vorangegangen war eine Diskussion um die Verlängerung seines Vorstandsvorsitzes.
Ronald Pofalla (CDU), aus dem Vorstand der Deutschen Bahn und Teil des Kabinetts Merkel II, warb in der Bundesregierung für Grubes Vertragsverlängerung, dafür solle Grube Pofalla als seinen Nachfolger aufbauen.
Am 27. Januar 2017 beschloss der Personalausschuss des Aufsichtsrates, Grubes Vertrag um drei Jahre, bis Ende 2020, zu verlängern. In vorangegangenen Diskussionen hatte Grube bereits auf eine Gehaltserhöhung und eine Abfindung für den Fall eines vorzeitigen Ausscheidens verzichtet. Wenige Tage vor der Sitzung habe Bundesverkehrsminister Alexander Dobrindt (CSU) Grube telefonisch informiert, die Vertragsverlängerung sei gesichert. In der Aufsichtsratssitzung am 30. Januar 2017 sollte die Vertragsverlängerung um drei Jahre beschlossen werden.
Das Aufsichtsratsmitglied Jürgen Großmann stellte im Februar 2017 die Frage, ob eine solche Vertragsverlängerung angesichts von Grubes Alter (65 Jahre) gerechtfertigt sei. Nachdem sich weitere Vertreter der Anteilseignerseite des Aufsichtsrates dieser Position anschlossen, betonte die Arbeitnehmerseite, dass sie einer Vertragsverlängerung nicht zustimmen werde, sofern sich die Anteilseignerseite nicht einig sei. Daraufhin hätten auch die Regierungsvertreter nur noch zwei Jahre Vertragsverlängerung in Aussicht gestellt. Auf der Anteilseignerseite fehlte Brigitte Zypries mit Verweis auf ihr neues Ministeramt.
Einige Aufsichtsräte hätten sich von den vorausgegangenen politischen Absprachen zur Vertragsverlängerungen übergangen gefühlt, zumal die Beschlussvorlage erst am Wochenende vor der Sitzung verschickt worden sei. Daneben sei die Aufsichtsratssitzung schlecht vorbereitet und schlecht moderiert gewesen, weshalb eine längere Diskussion über die im Vorfeld bereits diskutierte Entscheidung entstanden sei. In der Folge trat Grube als Vorstandsvorsitzer zurück.
Der Aufsichtsrat entsprach einstimmig der Bitte Grubes, mit sofortiger Wirkung seine Bestellung zum DB-Vorstandsvorsitzenden aufzuheben und seinen laufenden Vertrag durch eine Auflösungsvereinbarung zu beenden. Der Aufsichtsratsvorsitzende wurde mit der Verhandlung über die Vertragsbeendigung beauftragt.
Der bisherige Finanzvorstand Richard Lutz übernahm den Vorstandsvorsitz zunächst kommissarisch, am 22. März 2017 wurde er zum Vorstandsvorsitzenden als Nachfolger Grubes ernannt.
Grube erhielt 2017 eine Abfindungszahlung in Höhe von 2,251 Millionen Euro. Andreas Scheuer (CSU), Verkehrsminister im Kabinett Merkel IV und damit Nachfolger von Alexander Dobrindt (CSU), kritisierte die Höhe der Abfindungszahlung. Der Bundesrechnungshof hielt die Zahlung für unzulässig, da Grube seinen Vorstandsvertrag einseitig gekündigt habe. Unabhängig davon sei auch die Höhe der Summe nicht gerechtfertigt gewesen. Grube selbst hielt die Zahlung dagegen für gerechtfertigt.

### Stuttgart 21

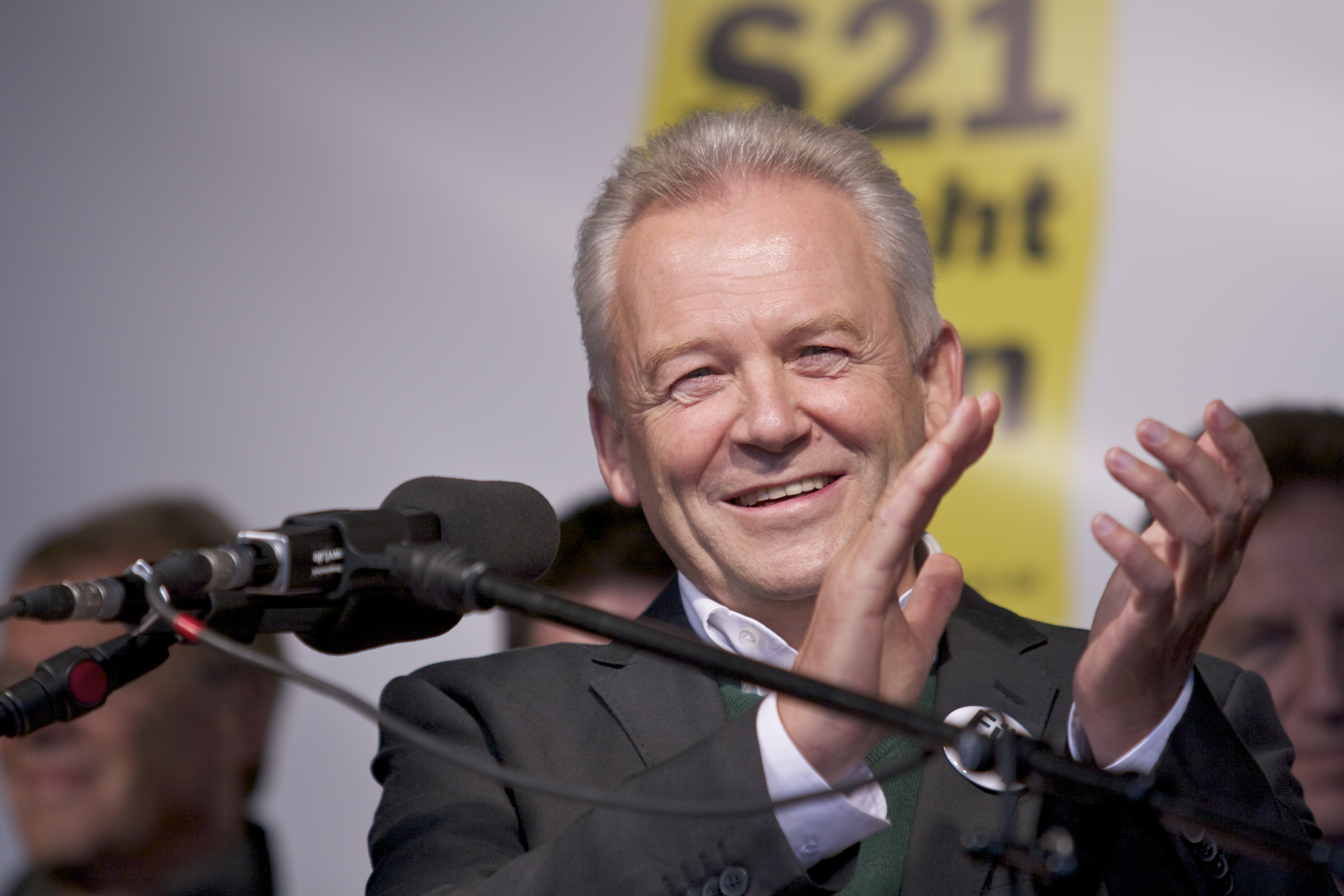
Grube bei einer Demonstration für Stuttgart 21 (Oktober 2010)

Grube trat ab 2009 zunächst als Unterstützer des Projekts Stuttgart 21 auf. 2013 teilte er mit, er habe deswegen Morddrohungen erhalten. 2016 sagte Grube nach Angaben des Spiegels, er „hätte Stuttgart 21 nicht gemacht“, zumindest „nicht unter diesen Bedingungen“. Wenig später relativierte er seine Aussagen.
Die politische Kabarettsendung Die Anstalt kritisierte 2018 Verflechtungen der Projektverantwortlichen von Stuttgart 21 in den Automobilsektor. Auch der Wechsel Grubes in den Aufsichtsrat des Tunnelbohrmaschinen-Herstellers Herrenknecht wurde thematisiert.

### Ausgeübte Mandate
Grube hat folgende Mandate ausgeübt:
- Chairman des Board of Directors von DaimlerChrysler China Limited, Beijing
- Stellvertretender Vorsitzender des Board of Directors der Beijing Benz DaimlerChrysler Automotive (BBDC-A)
- Mitglied des Board of Directors der McLaren Group Ltd
- Aufsichtsratsmitglied von DaimlerChrysler Financial Services AG
- Beraterausschussmitglied des DaimlerChrysler-Flottenmanagements
- Beraterausschussmitglied der DaimlerChrysler Luftfahrt
- Aufsichtsratsmitglied der Hamburger Port Authority Anstalt des öffentlichen Rechts (HPA) (–30. Juni 2009)
- Vorstandsmitglied der Stiftung Lesen (Juni 2009–)[47]
- Präsidiumsmitglied Grube im Bundesverband der Deutschen Industrie (2011–2012)[48]
- Kuratoriumsmitglied der Deutschen Nationalstiftung (2013–)[49]
- Aufsichtsratsmitglied der Chrysler LLC
- Chairman im Board of Directors der EADS BV, Amsterdam
- Verwaltungsratspräsident von EADS[50], ein ihm Ende 2012 erneut angebotener Posten im Verwaltungsrat von EADS lehnte er ab.[51]
- Aufsichtsratsvorsitzender der DB Netz AG
- Aufsichtsratsmitglied Deutsche Eisenbahn Versicherung Lebensversicherungsverein a. G.
- Aufsichtsratsmitglied DEVK Deutsche Eisenbahn Versicherung Sach- und HUK-Versicherungsverein a. G.
- Schirmherr von Off Road Kids
- Schirmherr für das Harburg-Huus (Juni 2018–), einer vom DRK Hamburg-Harburg geführten Tagesaufenthalts- und Übernachtungsstätte für obdachlose Menschen.[52]
- Vorstandsmitglied im Stifterverband für die Deutsche Wissenschaft[6]
- Präsidialratsmitglied und stellvertretender Vorsitzender der Björn Steiger Stiftung[53]
- Beiratsmitglied der Allianz SE[23]
- Beiratsmitglied der Deutschen Bank AG-Geschäftsregion Stuttgart[23]
- Chairman bei der Investmentbank Lazard (2017–)[54]
- Beiratsvorsitzender im Logistikkonzern Paul Schockemöhle[55]
- Aufsichtsratsvorsitz der Hamburger Hafen und Logistik (Juni 2017–)[56]
- Verwaltungsratsmitglied von RIB Software (November 2018–)[57]
- Aufsichtsratsmitglied bei Herrenknecht (2018–Dezember 2020)[58]
- Aufsichtsratsvorsitzender der Bombardier Transportation Deutschland (2019–)[59]
- Aufsichtsratsvorsitzender der Vossloh AG (Februar 2020–),[60] Mitte 2023 wurde er turnusmäßig wiedergewählt.[61]
- Aufsichtsratsvorsitzender der Vantage Towers AG (Oktober 2020–)[62]
- Aufsichtsratsvorsitzender von Vodafone (Dezember 2023–)[63]

Im Februar 2017 wurde sein Beratungsunternehmen Rüdiger Grube International Business Leadership GmbH mit Sitz in der Hamburger Abteistraße ins Handelsregister eingetragen.

## Sonstiges
Im August 2010 unterzeichnete er als einer von 40 prominenten Unterzeichnern den Energiepolitischen Appell zur Laufzeitverlängerung deutscher Kernkraftwerke.
Er gehörte einer mehr als 30-köpfigen Kommission des Bundesverkehrsministeriums an, die bis Herbst 2014 Wege aufzeigen sollte, Infrastruktur-Großprojekte im Termin- und Kostenrahmen zu realisieren.
2012 plante er den Aufbau einer Stiftung, die Hauptschülern eine Ausbildung oder ein Studium finanzieren soll. Dabei sollte ein Finanzierungskreislauf entstehen, indem Geförderte, wenn sie später über ein hohes Einkommen verfügen, Geld an die Stiftung zurückzahlen. Die Stiftung existierte 2016 und hat ihre Arbeit 2020 eingestellt.

## Auszeichnungen
2012 erhielt er den Fahrgastpreis des Fahrgastverbandes Pro Bahn für die „Wiederentdeckung des Brot und Butter-Geschäfts bei der Deutschen Bahn AG“.
2012 wurde Grube die Ehrensenatorwürde der Universität Stuttgart „in Anerkennung seines 20 Jahre währenden persönlichen Engagements sowie der großzügigen Förderung des Ingenieurnachwuchses und der Forschung an der Universität Stuttgart“ verliehen.
Im November 2012 wurde er mit der Goldenen Victoria für Integration ausgezeichnet.
Im Mai 2016 erhielt er den „Stern der Sicherheit“, die Bayerische Staatsmedaille Innere Sicherheit.
Am 1. November 2017 wurde Grube zum Ehrenprofessor der Technischen Universität Hamburg ernannt. Seit Wintersemester 2014 ist er Lehrbeauftragter an der Universität.